# Pseudonepanthia gotoi
Pseudonepanthia gotoi är en sjöstjärneart som beskrevs av A.H. Clark 1916. Pseudonepanthia gotoi ingår i släktet Pseudonepanthia och familjen Asterinidae. Inga underarter finns listade i Catalogue of Life.